# راكوتو فرا
راكوتو فرا (بالفرنسية: Rakoto Frah)‏ (و. 1923 – 2001 م) هو ملحن مدغشقري، يستخدم آلات Sodina ‏، بدأ مشواره المهني سنة 1930، توفي في أنتاناناريفو، عن عمر يناهز 78 عاماً.

## وصلات خارجية
- راكوتو فرا في قاعدة بيانات الأفلام على الإنترنت